# Gouvernement Ba I
Sall IV Ba II
Le gouvernement Ba I est le gouvernement de la république du Sénégal entre le 17 septembre 2022 et le 11 octobre 2023. Il s'agit du huitième gouvernement de la présidence de Macky Sall.
La nomination d'Amadou Ba marque la promesse de Macky Sall de renommer un Premier ministre, à la suite de la suppression de cette fonction en 2019.

## Contexte

### Retour du poste de Premier ministre
La fonction de Premier ministre est rétablie début décembre 2021, le président Macky Sall reconnaissant ne pouvoir s'occuper seul du Sénégal dans le contexte de la présidence à venir de l’Union africaine par le Sénégal. Il annonce que la nomination d'un nouveau Premier ministre interviendra après les élections municipales et départementales de janvier 2022.
Les municipales organisées le 23 janvier 2022 s'avèrent une défaite pour la coalition Unis par l'espoir du président Macky Sall, l'opposition remportant notamment la capitale Dakar ainsi que la plus grande ville du Sud du pays, Ziguinchor. Cette dernière est remportée par Ousmane Sonko, qui se positionne en favori de l'opposition pour l'élection présidentielle de 2024,,. Deux semaines plus tard, Macky Sall fixe les législatives au 31 juillet. La nomination du nouveau Premier ministre est par la suite reportée à une date indéterminée.

### Élections de 2022
À l'issue des élections législatives de 2022, la coalition présidentielle d'Unis par l'espoir remporte 82 sièges, et perdant sa majorité absolue, ce qui constitue un coup dur pour Macky Sall, qui entretient le flou sur son intention de se présenter pour un troisième mandat.
Unis par l'espoir ayant besoin d'un seul siège pour atteindre la majorité absolue, les trois partis d’opposition détenteurs d'un siège se retrouvent en position de faiseur de rois. Dans la soirée du 11 août, l'unique député et dirigeant du parti Convergence démocratique Bokk Gis Gis, Pape Diop, annonce rejoindre la coalition présidentielle. Le ralliement de l'ancien maire de Dakar, qui se justifie par une volonté d'éviter un « blocage dans le fonctionnement de nos institutions », permet ainsi à Macky Sall de conserver la majorité à l'assemblée avec 83 sièges sur 165,.

## Historique

### Discours de Macky Sall
Le 16 septembre 2022, le président Macky Sall prononce un discours de 9 minutes au peuple sénégalais, dans lequel il annonce le retour au pouvoir d'un Premier ministre, sans évoquer de nom. Il annonce que le gouvernement sera formé samedi, le 17 septembre, et que celui-ci aura comme priorité de mener des réformes et d'annoncer des mesures financières contre la vie chère.
Le président s'est également félicité de l'organisation et le bon déroulement des élections législatives de 2022, mais regrette cependant les multiples perturbations menées par l'opposition à l'Assemblée nationale lors de l'installation du bureau, la semaine dernière,,.

### Formation
Le 17 septembre 2022, Macky Sall annonce la nomination en tant que Premier ministre d'Amadou Ba et le reçoit dans la matinée,. 
Initialement, le gouvernement devait être annoncé entre 18h et 19h, heure sénégalaise, mais celui-ci est annoncé à 21h heure locale. Ce retard dans l'annonce a été provoqué par des négociations entre les portefeuilles par les partis du PS et AFP, membre d'Unis par l'espoir.

### Coalition gouvernementale
Le gouvernement est composé des partis de la coalition d'Unis par l'espoir, soutenant l'action du président Macky Sall. Dans le détail, le parti de l'Alliance pour la République, celui de Macky Sall, obtient la majorité des portefeuilles du gouvernement, les médias analysant cela comme un « gouvernement de combat », où le président nomme ses proches alliés afin de préparer une éventuelle troisième candidature en 2024. Les autres portefeuilles sont confiés aux autres partis de la coalition, c'est-à-dire l'Alliance des forces de progrès, le Parti socialiste et Rewmi.
Oumar Sarr est à nouveau nommé ministre, il est le président du Parti des libéraux et démocrates/And Suqali (PLD/AS), une scission du PDS. Néanmoins, afin de prendre en compte le ralliement de Pape Diop (BGG), qui permet d'avoir la majorité à l'Assemblée, Aliou Sow est nommé au gouvernement, il est le fondateur du parti MPD/LIGGEEY, et qui est membre de la coalition Convergence démocratique Bokk Gis Gis (BGG),.
Plusieurs jeunes cadres du parti présidentiel sont promu ministre et entre pour la premiere fois dans le gouvernement,  il s'agit notamment du ministre de la jeunesse Pape Malick Ndour, de Moussa Bocar Thiam, de Fatou diané gueye, de Biram Faye et de Issakha Diop.

## Évolution et démission
En avril 2023, les deux ministres Rewmi au gouvernement, Yankhoba Diatara, ministre des Sports et Aly Saleh Diop, ministre de l'Élevage, quittent le gouvernement après la candidature d'Idrissa Seck, chef du Remwi, à l'élection présidentielle de 2024. Le Premier ministre Amadou Ba reprend leurs attributions
En conséquence, le parti du Rewmi quitte la coalition d'Unis par l'espoir. À l'Assemblée, cette défection donne un hémicycle à égalité entre le gouvernement (82) et l'opposition (82), puisque la seule députée du Rewmi Mariétou Dieng ne soutient plus le gouvernement.
Le 6 octobre 2023, le président Macky Sall démet l'ensemble des ministres et annonce la composition d'un nouveau gouvernement, toujours dirigé par Amadou Ba. Ce dernier sera donc le Premier ministre sortant et candidat à l'élection présidentielle de 2024.

## Composition
| Image | Fonction | Nom | Nom                                     | Parti       |
| ----- | --- | --- | --------------------------------------- | ----------- |
|       | Premier ministre Ministre des Sports et ministre de l’Élevage et des Productions animales (avril - octobre 2023)                       |     | Amadou Ba                               | APR         |
|       | Ministre des Forces armées |     | Sidiki Kaba                             | APR         |
|       | Garde des Sceaux, ministre de la Justice                                                                                               |     | Ismaïla Madior Fall                     | Indép.      |
|       | Ministre des Affaires étrangères et des Sénégalais de l'Extérieur                                                                      |     | Aïssata Tall Sall                       | PS          |
|       | Ministre de l'Intérieur |     | Antoine Diome                           | Indép.      |
|       | Ministre des Finances et du Budget |     | Mamadou Moustapha Ba                    | APR         |
|       | Ministre des Infrastructures, des Transports terrestres et du Désenclavement                                                           |     | Mansour Faye                            | APR         |
|       | Ministre de l’Agriculture, de l’Équipement rural et de la Souveraineté alimentaire                                                     |     | Aly Ngouille Ndiaye                     | APR         |
|       | Ministre de l’Économie, du Plan et de la Coopération                                                                                   |     | Oulimata Sarr                           | Indép.      |
|       | Ministre de l’Éducation nationale |     | Cheikh Oumar Anne                       | APR         |
|       | Ministre de l'Enseignement supérieur, de la Recherche et de l'Innovation                                                               |     | Moussa Baldé                            | APR         |
|       | Ministre de la Formation professionnelle, de l’Apprentissage et de l’Insertion                                                         |     | Mariama Sarr                            | APR         |
|       | Ministre de l'Eau et de l'Assainissement                                                                                               |     | Serigne Mbaye Thiam                     | PS          |
|       | Ministre de la Santé et de l'Action sociale                                                                                            |     | Marie Khemesse Ngom Ndiaye              | Indép.      |
|       | Ministre de la Femme, de la Famille, du Genre et de la Protection des Enfants                                                          |     | Fatou Diané                             | Indép.      |
|       | Ministre des Mines et de la Géologie                                                                                                   |     | Oumar Sarr                              | PLD/AS      |
|       | Ministre du Pétrole et des Énergies |     | Sophie Gladima                          | Indép.      |
|       | Ministre des Transports aériens et du Développement des infrastructures aéroportuaires                                                 |     | Doudou Ka                               | APR         |
|       | Ministre de l’Environnement, du Développement durable et de la Transition écologique                                                   |     | Alioune Ndoye                           | PS          |
|       | Ministre des Pêches et de l’Économie maritime                                                                                          |     | Papa Sagna Mbaye                        | AFP         |
|       | Ministre du Travail, du Dialogue social et des Relations avec les Institutions                                                         |     | Samba Sy                                | PIT         |
|       | Ministre de l'Urbanisme, du Logement et de l'Hygiène publique                                                                          |     | Abdoulaye Saydou Sow                    | APR         |
|       | Ministre du Commerce, de la Consommation et des Petites et moyennes entreprises Porte-parole du Gouvernement                           |     | Abdou Karim Fofana                      | APR         |
|       | Ministre du Développement industriel et des Petites et Moyennes industries                                                             |     | Moustapha Diop                          | APR         |
|       | Ministre de la Microfinance, de l’Économie sociale et solidaire                                                                        |     | Victorine Anquediche Ndeye              | APR         |
|       | Ministre des Collectivités territoriales, de l’Aménagement et du Développement des territoires                                         |     | Mamadou Talla                           | AFP         |
|       | Ministre de la Jeunesse, de l’Entrepreneuriat et de l’Emploi                                                                           |     | Pape Malick Ndour                       | APR         |
|       | Ministre des Sports |     | Yankhoba Diattara (jusqu'en avril 2023) | Rewmi       |
|       | Ministre du Tourisme et des Loisirs |     | Mame Mbaye Niang                        | APR         |
|       | Ministre de la Culture et du Patrimoine historique                                                                                     |     | Aliou Sow                               | MPD/LIGGEEY |
|       | Ministre de la Communication, des Télécommunications et de l’Economie numérique                                                        |     | Moussa Bocar Thiam                      | APR         |
|       | Ministre de la Fonction publique et de la Transformation du secteur public                                                             |     | Gallo Bâ                                | APR         |
|       | Ministre de l’Artisanat et de la Transformation du secteur informel                                                                    |     | Pape Amadou Ndiaye                      | APR         |
|       | Ministre de l’Élevage et des Productions animales                                                                                      |     | Aly Saleh Diop (jusqu'en avril 2023)    | Rewmi       |
|       | Ministre déléguée auprès du ministre des Affaires étrangères et des Sénégalais de l'Extérieur, chargée des Sénégalais de l'Extérieur   |     | Annette Seck                            | APR         |
|       | Ministre délégué auprès du garde des Sceaux, ministre de la Justice, chargé de la Bonne gouvernance de la Promotion des droits humains |     | Mamadou Saliou Sow                      | Indép.      |
|       | Ministre délégué auprès du ministre de l'Intérieur, chargé de la Sécurité de proximité et de la Protection civile                      |     | Birame Faye                             | APR         |
|       | Ministre délégué auprès du ministre de l’Eau et de l’Assainissement, chargé de la Prévention et de la Gestion des inondations          |     | Issakha DIOP                            | Indép.      |